# Атомний Іван
«Атомний Іван» (рос. Атомный Иван) — російський кінофільм режисера Василя Бархатова. Перший в історії художній фільм, знятий на діючих АЕС (Калінінської і Ленінградської). 
Світова прем'єра відбулася 27 вересня 2011 року в Лондоні на симпозіумі Всесвітньої атомної асоціації. У російський прокат фільм вийшов 29 березня 2012.

## Зміст
Історія розгортається в місті-супутнику однієї з найбільших АЕС. Молодий вчений Ваня, як і його батьки, займається атомною енергетикою, але, як він сам вважає, — не за покликанням, а тільки через давню любов до колишньої однокурсниці Тані. Вона, навпаки, захоплена своєю справою, амбітна і вимоглива в особистих стосунках. Одного разу Таня вирішує розірвати ці стосунки, бо не бачить в інфантильному і легковажному Вані надійного супутника життя. Але несподівані події, що трапилися в атомному містечку, всі ставлять на свої місця: героям вдається розраховувати і справжнє покликання.

## Саундтрек
У фільмі звучить пісня групи 4POST «Атомний БАМ!»

## Відгуки у пресі
З рецензії на фільм «Атомний Іван» в журналі «Сеанс»:
«Атомний Іван» — випадок почасти унікальний, оскільки являє собою рідкісний приклад твору одно не претендує ні на будівництво всесвіту, підпорядкованої артистичному сваволі, ні на лаври блокбастера. Його творці не зазіхають на авторство, виступаючи радше як запрошені зірки. Не лізуть зі шкіри геть, щоб сподобатися глядачеві або догодити замовникові. Миле таке створення.

## Знімальна група
- Режисер-постановник і сценарист — Валерій Рожнов
- Продюсер — Сергій Сельянов
- Композитор — Сергій Шнуров